# Jorge Enrique Jiménez Carvajal

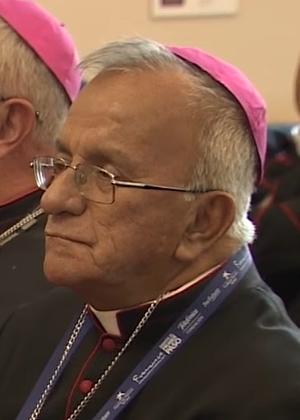
Erzbischof Jorge Enrique Jiménez Carvajal (2017)

Wappen von Jorge Enrique Jiménez Carvajal

Jorge Enrique Kardinal Jiménez Carvajal CIM (* 29. März 1942 in Bucaramanga) ist ein kolumbianischer Ordensgeistlicher und emeritierter römisch-katholischer Erzbischof von Cartagena.

## Leben
Jorge Enrique Jiménez Carvajal trat der Ordensgemeinschaft der Kongregation von Jesus und Maria bei, legte die Profess am 17. Mai 1964 ab und empfing am 17. Juni 1967 die Priesterweihe. Er unterrichtete am Priesterseminar von Santa Rosa de Osos und war später Studiendirektor des Instituts für pastorale Theologie des CELAM. Von 1989 bis 1991 war er Generalsuperior seines Ordens für Kolumbien.
Papst Johannes Paul II. ernannte ihn am 9. November 1992 zum Bischof von Zipaquirá. Die Bischofsweihe spendete ihm der Erzbischof von Bogotá, Mario Kardinal Revollo Bravo, am 12. Dezember desselben Jahres; Mitkonsekratoren waren Paolo Romeo, Apostolischer Nuntius in Kolumbien, und Juan Francisco Sarasti Jaramillo, Bischof von Barrancabermeja.
Am 6. Februar 2004 wurde er zum Koadjutorerzbischof von Cartagena ernannt. Nach dem Rücktritt Carlos José Ruiseco Vieiras folgte er am 24. Oktober 2005 als Erzbischof von Cartagena nach.
Papst Franziskus nahm am 25. März 2021 seinen altersbedingten Rücktritt an.
Im Konsistorium vom 27. August 2022 nahm ihn Papst Franziskus als Kardinalpriester mit der Titelkirche Santa Dorotea in das Kardinalskollegium auf. Die Besitzergreifung seiner Titelkirche fand am 3. Oktober 2023 statt. Wegen der Überschreitung der Altersgrenze von 80 Jahren ist er bei einem Konklave nicht wahlberechtigt.

## Veröffentlichungen
- Marktwirtschaft und soziale Gerechtigkeit für Lateinamerika. Lit, Münster 2000, ISBN 978-3-8258-4788-3.